# Ельницкий ручей
Е́льницкий руче́й — ручей в Восточном административном округе Москвы, правый приток реки Сосенки. Своё название получил в конце XX века по бывшей Ельницкой пустоши. По состоянию на начало 2018 года нижняя часть русла заключена в подземный коллектор.
Длина ручья составляет св. 4 км, при этом в открытом русле — св. 1,9 км. Считается, что площадь водосборного бассейна — 2 км², 1,6 км² бассейна ручья располагается в залесённой части Лосиного Острова, ещё 1,6 км² бассейна относятся к водосбору подземного коллектора. Исток расположен в 40-м квартале национального парка Лосиный Остров. Водоток проходит с севера на юг и пересекает 50-й квартал парка. Далее протекает в подземном коллекторе ниже Пермской улицы. Впадает в Сосенку с северной стороны Черкизовского пруда.